# Kate Voegele
Kate Elizabeth Voegele (født 8. december 1986) er en amerikansk sanger, sangskriver, guitarist, pianist og skuespillerinde. 
Hun har bl.a. medvirket i tv-serien One Tree Hill. Voegele begyndte med stor interesse fra pladeselskaber efter stor succes med en serie af demoer. Hendes første demo, "The Other Side" (lavet i 2003), var produceret af den prisvindende producer Michael Seifert. Hendes anden demo, "Louder Than Words" (lavet i 2004), var produceret af Marshall Altman. Kate lavede en pladekontrakt med MySpace Records i 2006 og sang hendes debutalbum, Don't Look Away (produceret af Marshall Altman), i maj 2007. Albummet har siden solgt over 250.000 kopier. Resten af hendes bandmedlemmer er:
1. Chris Miranda – Første guitar
2. Mark Tobik – Bass
3. Brett Lindemann – Keyboard
4. Bob Matthews – Trommer

Her er listen over sange, hun som sangerinde har lavet:
| År   | Sange                            | Plads på hitlisten | Plads på hitlisten | Plads på hitlisten | Plads på hitlisten | Plads på hitlisten | Plads på hitlisten | Plads på hitlisten | Album                            |
| År   | Sange                            | US Hot 100         | US Pop 100         | US Digital         | US Adult T40       | UK                 | Canadian Hot 100   | Canadian Digital   | Album                            |
| ---- | -------------------------------- | ------------------ | ------------------ | ------------------ | ------------------ | ------------------ | ------------------ | ------------------ | -------------------------------- |
| 2007 | "Kindly Unspoken"                | 98                 | 66                 | 57                 | -                  | -                  | -                  | -                  | Don't Look Away                  |
| 2007 | "No Good"                        | 122                | -                  | 118                | -                  | -                  | -                  | -                  | Don't Look Away                  |
| 2008 | "Wish You Were"                  | 113                | 88                 | -                  | -                  | -                  | -                  | -                  | Don't Look Away                  |
| 2008 | "Only Fooling Myself"            | -                  | -                  | -                  | 37                 | -                  | -                  | -                  | Don't Look Away                  |
| 2008 | "Hallelujah" (UK single)         | 68                 | 43                 | 28                 | -                  | 53                 | -                  | -                  | Don't Look Away                  |
| 2008 | "When You Wish Upon a Star"      | -                  | -                  | -                  | -                  | -                  | -                  | -                  | DisneyMania 6                    |
| 2008 | "Lift Me Up"                     | 116                | -                  | 84                 | -                  | -                  | -                  | -                  | AT&T Team USA                    |
| 2008 | "You Can't Break a Broken Heart" | -                  | -                  | -                  | -                  | -                  | -                  | -                  | Don't Look Away (Deluxe Version) |
| 2009 | "Manhattan from the Sky"         | 112                | -                  | 95                 | -                  | -                  | -                  | -                  | A Fine Mess                      |
| 2009 | "99 Times"                       | 108                | -                  | 93                 | 22                 | -                  | 58                 | 27                 | A Fine Mess                      |
| 2009 | "Angel"                          | 103                | -                  | 72                 | -                  | -                  | 47                 | 21                 | A Fine Mess                      |
| 2009 | "Lift Me Up" (New Edit)          | 110                | -                  | 87                 | -                  | -                  | 29                 | 10                 | A Fine Mess                      |
| 2009 | "Sweet Silver Lining"            | 114                | -                  | 92                 | -                  | -                  | 87                 | 56                 | A Fine Mess                      |
| 2009 | "Forever & Almost Always"        | 118                | -                  | 92                 | -                  | -                  | -                  | 65                 | A Fine Mess                      |